# Amédée Guillemin

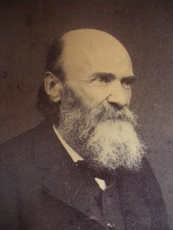

Amédée Victor Guillemin (* 5. Juli 1826 in Pierre-de-Bresse; † 2. Januar 1893 ebenda) war ein französischer Autor und Wissenschaftsjournalist.
Guillemin begann sein Studium an der Universität von Beaune und schloss es später in Paris ab. Zwischen 1850 und 1860 unterrichtete er Mathematik an einer Privatschule. Während dieser Zeit schrieb er kritische Artikel für die liberale Presse über das zweite französische Kaiserreich.
1860 zog er nach Chambéry, wo er Redakteur der politischen Wochenzeitschrift La Savoie wurde. Nach der Annexion Savoyens durch das französische Kaiserreich kehrte er nach Paris zurück und wurde wissenschaftlicher Redakteur des l'Avenir national.
Später begann er als Autor von Büchern über Physik und Astronomie, die weithin akzeptiert wurden. Er schrieb „Le Ciel“, das in mehrere Sprachen übersetzt wurde. Sein wichtigstes Werk „Le Monde physique“ bestand aus fünf Bänden. Sein Verleger Hachette ermutigte ihn, eine Reihe von Broschüren über Physik und Astronomie unter dem Titel „Petite encyclopédie populaire“ zu schreiben, eine wissenschaftlich fundierte, aber zugängliche Sammlung über Wissenschaften und ihre Anwendungen. Der französische Astronom Jacques Crovisier vom Pariser Observatorium schlug vor, dass Guillemin eine Inspirationsquelle für den Roman „Von der Erde zum Mond“ von Jules Verne gewesen sein könnte.